# Jeanette Kawas
Blanca Jeanette Kawas Fernández (Tela, 16 januari 1946 – 6 februari 1995) was een Hondurese milieuactivist, bekend om haar rol in het redden van meer dan 400 soorten flora en fauna.

## Biografie
Kawas startte haar studie aan de Miguel Paz Barahona School en behaalde haar titel Expert Accountant en Gecertificeerd Openbaar Accountant in 1967, waarna ze begon te werken bij financiële instituties gedurende de jaren zeventig. Tussen 1977 en 1979 trouwde ze met Jim Watt, en kreeg twee kinderen; Damaris en Jaime.
Begin jaren tachtig verhuisde ze met haar kinderen naar de stad New Orleans, waar ze computationele wetenschap studeerde, waar ze verschillende certificaten en onderscheidingen behaalde, en citaties voor haar behaalde resultaten en academische uitmuntendheid. Begin jaren negentig begon ze te werken bij de Hondurese Ecologische Associatie. Haar activiteiten en de geboekte voortgang om 449 planten soorten te beschermen, diversiteit van flora en fauna, kustlagunes, rotsachtige ontsluitingen, moerassen, mangroven, rotsachtige kusten, zandstranden en regenwoud gelegen in een kuststrook van 40 kilometer, vormden een obstakel voor zakelijke projecten.

## Moord
Op 6 februari 1995 rond 19.45 uur werd Kawas door twee niet-geïdentificeerde verdachten neergeschoten in haar huis in Barrio El Centro in Tela, Atlántida. Onder de verdachten bevonden zich kolonel Mario Amaya (bekend als Tigre Amaya), die naar verluidt een ontmoeting had met sergeant Ismael Perdomo en Mario Pineda (aka Chapin) op het politiebureau in Tela.

## Nasleep
Omdat er geen interesse meer werd getoond in het oplossen van dit misdrijf door het Hondurese rechtssysteem, stuurde het team van Reflectie, Onderzoek en Communicatie (ERIC) van de Sociëteit van Jezus en het Centrum voor Internationale Gerechtigheid (CEJIL) op 13 januari 2003 drie individuele verzoeken aan de Inter-Amerikaanse Commissie voor de Rechten van de Mens, waarin zij de staat Honduras verantwoordelijk stelden voor de moorden op Jeanette Kawas, Carlos Escaleras en Carlos Luna.
In 2005 verklaarde het Inter-Amerikaanse Hof voor de Rechten van de Mens de zaak Kawas v. Honduras ontvankelijk; de uitspraak in 2009 vormt een internationaal juridisch precedent voor de eis dat regeringen mensenrechtenverdedigers die risico lopen, dient te beschermen.